# لیستون
latitudeلیستونlongitudeلیستون
لیستون (به انگلیسی: Leiston) یک شهرک در بریتانیا است که در انگلستان واقع شده‌است.

## خصوصیات
لیستون ۶٬۲۴۰ نفر جمعیت دارد.